# Adopte un veuf
Adopte un veuf é um filme de comédia produzido na França, dirigido por François Desagnat e lançado em 2016. Foi protagonizado por André Dussollier, Bérengère Krief, Arnaud Ducret e Julia Piaton.